# Mossø
Mossø este o arie protejată (arie de protecție specială avifaunistică — SPA) din Danemarca întinsă pe o suprafață de 2.019 ha, integral pe uscat.

## Localizare
Centrul sitului Mossø este situat la coordonatele 56°02′25″N 9°46′10″E / 56.040278°N 9.769444°E.

## Înființare
Situl Mossø a fost declarat arie de protecție specială avifaunistică în mai 1983 pentru a proteja 8 specii de animale.

## Biodiversitate
Situată în ecoregiunea continentală, aria protejată nu include niciun habitat protejat.
La baza desemnării sitului se află mai multe specii protejate de  păsări (8): pescăruș albastru (Alcedo atthis), erete de stuf (Circus aeruginosus), erete vânăt (Circus cyaneus), lebădă de iarnă (Cygnus cygnus), codalb (Haliaeetus albicilla), ferestrașul mare (Mergus merganser), vultur pescar (Pandion haliaetus), cresteț pestriț (Porzana porzana).